# Сувтушар (водопад)
Водопад Сувтуша́р (узб. шаршара Сувтушар) — каскадный водопад в горной системе Гиссаро-Алай, расположенный на территории Узбекистана. Находится на одноимённой малой реке в пределах Гиссарского заповедника. Высота падения водного потока составляет 84 м. Водопад относится к известным объектов местного экологического туризма.
Официальное название водопада происходит от названия водотока, который его образует, однако местные жители часто переиначивает его на водопад Суттушар (узб. шаршара Суттушар) что в переводе означает «Молочный водопад». Такое название эта природная достопримечательность получила за белоснежные от множества брызг струи воды.

## Описание
Водопад находится на крайнем юге Узбекистана, в Кашкадарьинской области, в 8 км от села Сувтушар. Административно он расположен в пределах Миракинского участка Гиссарского заповедника, на руководство которого возложена его охрана. Водопад Сувтушар образовался в русле одноимённой малой реки (ручья), которая берёт начало на склонах Гиссаро-Алая. Он находится на высоте 2100 м над уровнем моря. Принадлежит к водопадам каскадного типа, однако его уступы узкие и расположены почти в вертикальной плоскости. Общая высота падения воды равна 84 м. Поток воды падает в узком каменистом каньоне, склоны которого покрыты арчой (местный вид можжевельника). Река Сувтушар имеет ледниковое питание, поэтому во время интенсивного таяния снега в горах бывает особенно полноводной. В это время водопад представляет собой сплошь белую стену воды.

## Значение
Живописность и мощь водопада Сувтушар всегда привлекали внимание людей как по эстетическим причинам, так и потому, что в его окрестностях нет широких и глубоких рек, следовательно, большая масса воды производит в этой местности особое впечатление. Водопад принадлежит к выдающимся туристическим объектам юга Узбекистана, поэтому даже после организации заповедника доступ к нему не ограничивали. Одним из негативных последствий такой популярности стало засорение окружающей территории. Для восстановления природы Гиссарский заповедник на короткий период (с 2015 по 2018 год) был закрыт для посещения.